# Pavol Gálik
Pavol Gálik (* 23. Januar 1952) ist ein ehemaliger tschechoslowakischer Radrennfahrer und nationaler Meister im Radsport.

## Sportliche Laufbahn
Gálik gewann 1975 die nationale Meisterschaft im Straßenrennen vor Rudolf Labus. Er gewann zwei Etappen im Rennen Wien–Rabenstein–Gresten–Wien und wurde hinter Rudolf Mitteregger Gesamtdritter.
Die Internationale Friedensfahrt bestritt er dreimal. 1976 und 1977 gewann er jeweils eine Etappe. In der Gesamtwertung kam er 1976 auf den 9. Rang, 1977 wurde er 13. und 1980 30. Das Eintagesrennen Břeclav–Podivín–Břeclav gewann er 1976. 1978 siegte er auf zwei Etappen der Polen-Rundfahrt und wurde 31. der Gesamtwertung. 1980 holte Gálik einen Etappensieg in der Kuba-Rundfahrt. 1981 siegte er in dem jugoslawischen Etappenrennen Alpe–Adria und wurde Zweiter im Mecsek-Cup. Den Grand Prix Cycliste de Gemenc in Ungarn gewann er 1982.